# Leinì
Leinì település Olaszországban, Lombardia régióban, Torino megyében. Lakosainak száma 16 299 fő (2023. január 1.). Leinì Lombardore, Mappano, San Francesco al Campo, Settimo Torinese, Volpiano, Caselle Torinese és San Maurizio Canavese községekkel határos.

## Népesség
A település népességének változása:
| Lakosok száma | 16 478 | 16 375 | 16 299 |
|               | 2017   | 2018   | 2023   |